# OEH
有限会社OEH（オーイーエイチ、OEH Corporation）は、大阪府枚方市岡山手町に本社を置く、住込み型の語学スクール「大阪イングリッシュハウス」を運営している。なお、OEHは、「Osaka English House」の略である。
概要
有限会社OEH（Osaka English House, OEH）は、1967年に設立された日本の語学教育・国際交流事業を展開する企業である。大阪府枚方市に本社を構え、英語教育、日本語教育、あらゆる言語の教育を国内留学と言う画期的な手法で運営している。
また、外国人支援、海外進出支援など多岐にわたる事業を展開している。創業以来、「五感で学ぶ英語」「生活に溶け込む語学習得」を掲げ、延べ5,000名以上の外国人と10,000名を超える日本人学習者を支援してきた。
沿革
- 1962年：大阪イングリッシュハウスアカデミー開業
- 1967年：有限会社大阪イングリッシュハウス設立
- 1972年：国内留学コースをサービス開始
- 1977年：外国人英会話講師を企業及び官庁へ派遣開始
- 1982年：ワーキングホリデービザホルダー受け入れ開始
- 1989年：インターナショナルアパートメント形式へ転換
- 1994年：CSR 地域貢献活動およびインバウンド地域国際化事業開始
- 2005年：社名を有限会社OEHに変更
- 2010年：海外展開支援事業および海外戦略事業開始
- 2015年：海外事業として、カンボジアのシェムリアップ、ウズベキスタンのサマルカンドに事業拠点展開
- 2021年：英会話スクール開業支援サービス「オーナーズ英会話」開始

事業構造
OEHの事業は以下の4つに分類される：
1. 国内語学留学事業部
  - 外国人と共同生活を通じた「ステイ＆トーク型」英語習得プログラム
  - 滞在型英語学習施設の運営
2. 教育コンテンツ事業部
  - 日本語・英語を中心としたオンライン語学学校の運営
  - 専門分野別教育（ビジネス英語、接客英語、JLPT対策等）の教材開発
3. 外国人支援・起業インキュベーション事業部
  - 外国人の起業支援、日本滞在サポート、ビザ取得支援
  - 起業コンペの開催および投資家とのマッチング
4. 宿泊・観光教育事業部
  - インバウンド観光客向けの文化体験型滞在プログラム
  - 日本文化紹介、観光ガイド、自治体との観光連携プロジェクト

収益モデル
| 収益源             | 内容                                                         |
| 語学留学料金       | 滞在・授業料からの収入（宿泊＋教育のパッケージ）             |
| オンライン授業料   | 日本語・英語等の講座受講費（月額／コース単位）               |
| 外国人支援サービス | 起業支援パッケージ、コンサルティング費用、ビザ申請サポート等 |
| 自治体・企業連携   | 地方創生プロジェクト、外国人雇用研修など委託業務による収入   |

・外部リンク
公式　www.oeh.jp
・代表者著書
メンターのチカラ起業家編 12人のカリスマ起業家が教える独立成功のカギ　 2012年11月17日 (ISBN-13)978-4861136085 
僕はナニワの宇宙人〜人生ご縁とタイミング〜　 2021年12月17 (ISBN-13) 9784801494060

## 概要
旧社名は、「有限会社 大阪イングリッシュハウス」。2009年（平成21年）4月に現社名へ変更された。

1970年（昭和45年）12月設立。創業者は渡辺勲。「Let us be the bond of all nations and the stepping stone to the GLOBAL VILLAGE!」「我々は、全ての国の絆と、地球村への踏み石であろう!」を掲げている。